# Black Swan Project
Black Swan Project o proyecto del Cisne Negro fue el nombre dado por la empresa Odyssey Marine Exploration al descubrimiento y extracción de 500.000 monedas de oro y plata, entre otros objetos, procedentes de un naufragio. Inicialmente Odissey alegó que lo que buscaba era el pecio del Sussex, un barco de bandera británica hundido en febrero de 1694. Sin embargo, tras el flete por avión (un Boeing 757) de tal cantidad de metales preciosos desde Gibraltar, cambió la versión de los hechos, afirmando que estas riquezas provenían de un barco británico, el Merchant Royal, que se hundió a 40 millas de la costa de Cornualles (Reino Unido), en 1641.
La empresa no publicó la ubicación del naufragio, aunque destacó que estaba en aguas internacionales en el Atlántico Norte hecho que fue puesto en evidencia por el gobierno de España.
El valor de las monedas recuperadas, aún sin confirmar, pero sobre la base de una evaluación preliminar de un posible precio de venta promedio de $ 1000 por moneda, arrojaba un valor de 395 millones de euros (500 millones de dólares o 253 millones de libras esterlinas). El valor numismático se basaba en el excelente estado de las monedas y en su escasez relativa, y no en su valor como metal. Sin embargo, diferentes expertos ofrecieron valoraciones muy diferentes y la introducción de tantas monedas en el mercado podría disminuir su valor para los coleccionistas.

## Anuncio del hallazgo

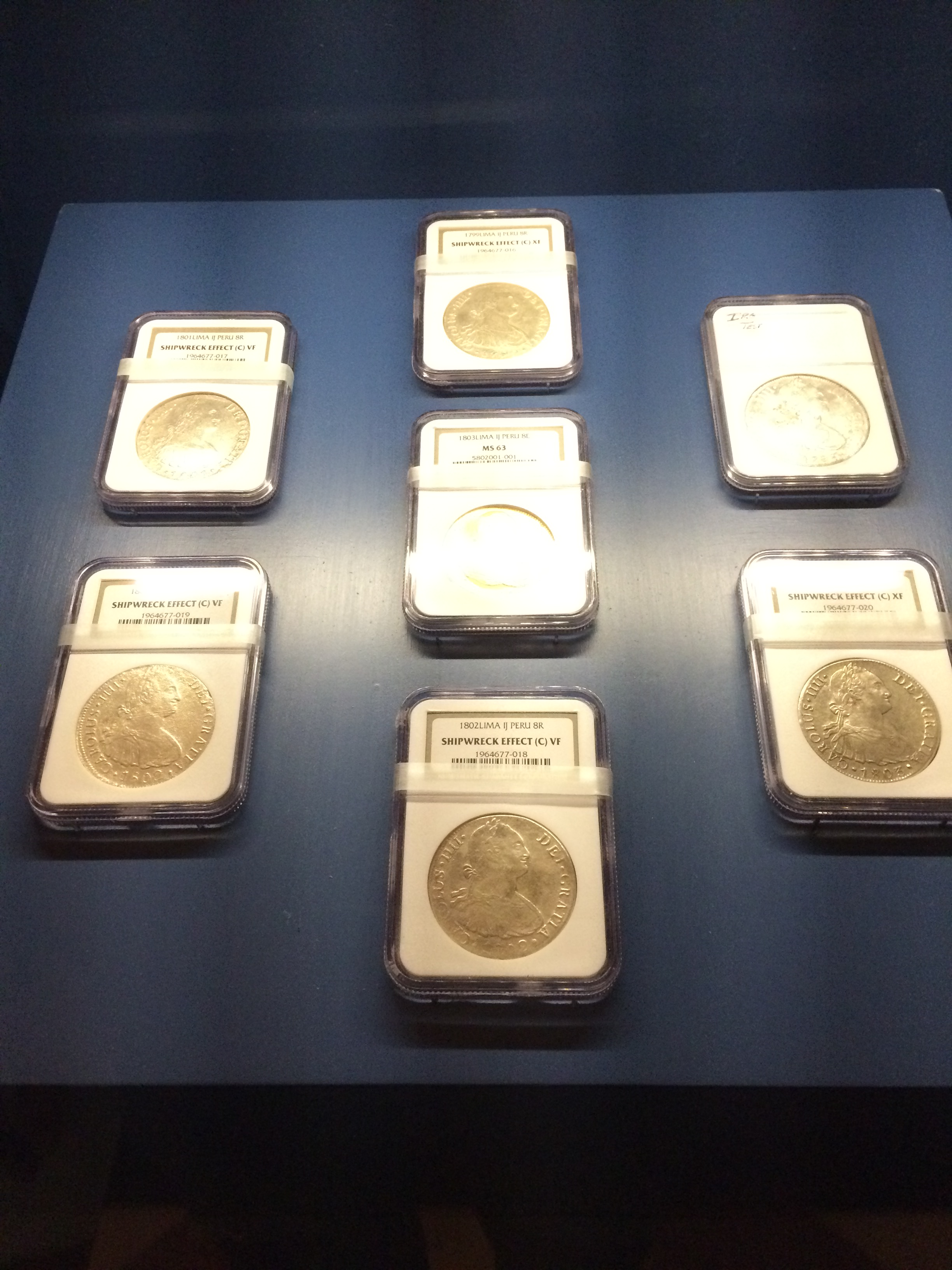
Monedas del reinado de Carlos IV de España recuperadas por Odyssey del pecio "Black Swan" listas para la venta.

La recuperación del tesoro se hizo pública el 18 de mayo de 2007 cuando la compañía ya había trasladado, dos días antes, 17 toneladas de monedas, la mayoría de plata, desde Gibraltar a una ubicación segura de dirección desconocida en Florida (Estados Unidos). La compañía obstaculizó la identificación de las monedas, pero el 21 de septiembre de 2007 se desveló que Odyssey había declarado a las autoridades aduaneras de Gibraltar que se trataba de escudos y reales de a ocho españoles, acuñados en Lima.
Odyssey Marine declaró el 21 de mayo de 2008 que la mayoría de las monedas recuperadas del tesoro se creía que eran de un único naufragio, pero que era probable que hubiera artefactos de otros pecios. La postura de Odyssey en noviembre de 2008 era la de que "no hay evidencias concluyentes que verifiquen la identidad del barco". Elementos identificativos, como los cañones, se aseveraba que no habían sido extraídos. Asimismo, existía un almacén en Gibraltar donde la empresa guardó un número de objetos indeterminado.
También se consideró que el buque podría ser el mismo para el que Odyssey había solicitado a un tribunal federal obtener el derecho de salvamento, que se encuentra frente a la costa suroeste del Reino Unido, dentro de un radio de cinco millas. Se especuló que podría ser el naufragio del buque mercante inglés Merchant Royal, que se hundió el 23 de septiembre de 1641 cuando regresaba a Londres. El barco se hundió debido al mal tiempo, cuando las bombas de achique no pudieron con las filtraciones de agua a través de las planchas del casco. Más de la mitad de la tripulación, incluido el capitán, John Limbrey, fueron capaces de abandonar el buque y fueron rescatados por un buque-hermano, el Dover Merchant, que lo acompañaba de Cádiz a Londres. Los supervivientes proporcionaron una descripción detallada de la carga perdida. En 1641 se describe como "300.000 libras de plata, 100.000 libras de oro y otras tantas en joyas", así como una ubicación general cerca de las islas Sorlingas, a unas "21 leguas" (alrededor de 35 a 40 millas) de Lands End (Cornualles).
El Merchant Royal (de 700 toneladas, construido en 1627) había estado durante 3 años de viaje comercial en el Caribe, y pidió entrar en Cádiz durante el viaje, ya que tenía filtraciones de agua. Una vez en Cádiz, el gobierno español dispuso el buque inglés para transportar una gran nómina de monedas de plata para el pago del ejército español en Flandes (durante la guerra de los ochenta años). La pérdida del Merchant Royal, tan cerca de casa, de inmediato causó sensación en Inglaterra, donde muchos prominentes hombres, incluido el rey Carlos I de Inglaterra, eran inversores del buque. La enorme carga del barco en el Caribe, acumulado al tesoro de plata español, creó una leyenda en la tradición inglesa del mar y el naufragio del Merchant Royal fue denominado el El Dorado del Mar. Numerosos esfuerzos de búsqueda fueron montados hacia finales del siglo XX en las Islas Sorlingas en busca del lugar del hundimiento. En 2005, el cofundador de Odyssey Marine, Greg Stemm, admitió al experto británico en naufragios, Richard Larn, que su empresa estaba interesa en la búsqueda del Merchant Royal. Odyssey Marine mediante sonares rastreó ampliamente la zona en 2005 y 2006.
Sin embargo, las monedas descubiertas por Odyssey en 2007 eran de la segunda mitad del siglo XVIII, demasiado tarde para ser del Merchant Royal.

## Investigación
Nick Bruyer, experto de monedas raras contratado por Odyssey, que examinó una muestra de 6.000 monedas del naufragio, dijo sobre el descubrimiento: "De la época colonial, creo que [lo encontrado] no tiene precedentes ... No conozco nada comparable a esto". También se creía que la totalidad de las monedas o muchas de ellas eran incirculadas. Odyssey dijo que esperaba que el naufragio se convirtiera en "uno de los más famosos de la historia". Entre todo lo recuperado predominaban las monedas de plata, con algunas monedas de oro y lingotes de cobre, lo que sugería firmemente que procedía de un barco de la época colonial española y que se hundió mientras las transportaba, recién acuñadas, de América del Sur a España.
En mayo de 2007, el gobierno español tomó acciones legales contra la empresa de salvamento, ya que había sospechas de que los buscadores de tesoros habrían dañado yacimientos arqueológicos y que los artefactos recuperados por Odyssey Marine procedían de un buque español que podría ser Nuestra Señora de las Mercedes, una fragata de guerra española de 36 cañones (que gozaba de inmunidad soberana) que se hundió frente a las costas portuguesas en ruta desde Montevideo a Cádiz. La Mercedes con más de 250 españoles -marinos y civiles- a bordo, fue hundida por la marina británica, en octubre de 1804.
En enero de 2008, un Tribunal Federal de Estados Unidos, en Tampa, ordenó a Odyssey Marine revelar detalles del naufragio al gobierno español y a volver a la corte en marzo. Durante los procedimientos, Odyssey Marine señaló que su tesoro del Cisne Negro se recuperó en el Atlántico a unas 180 millas al oeste de Portugal (aunque en una primera versión habló de 100 millas). Esta ubicación excluía al Merchant Royal (que se hundió mucho más al norte en el Atlántico), al HMS Sussex (que se hundió en el estrecho de Gibraltar) y, para algunos, incluso a la fragata Mercedes (que se hundió aproximadamente a 30 millas náuticas frente a la costa portuguesa), si bien esos mismos apuntaban a los navíos españoles Real Carlos y San Hermenegildo, hundidos en julio de 1801. Sin embargo, en enero de 2009, el gobierno de España presentó ante los tribunales más información respecto a la identificación de la fragata Mercedes.

## Controversia
Las monedas recuperadas en el Atlántico, de 18 de mayo no podían proceder del HMS Sussex, pues se sabía que se hundió en aguas españolas en el interior del estrecho de Gibraltar. El acuerdo de exploración alcanzado en enero de 2007 entre Odyssey Marine y el Gobierno regional exigía la presencia de observadores oficiales, aprobados por la Junta de Andalucía, sin que se autorizara ninguna extracción.
El 12 de julio de 2007, el buque Ocean Alert perteneciente a Odyssey Marine fue aprehendido por orden judicial fuera de Punta Europa (Gibraltar) por la Guardia Civil del mar y enviado a Algeciras para su inspección. Siete horas después de la detención del Ocen Alert, las autoridades españolas decidieron devolver los pasaportes y documentos oficiales a algunos miembros de la tripulación.
El 16 de octubre de 2007, España de nuevo incautó otra embarcación, el Odyssey Explorer, buque insignia de la compañía, ya que navegó fuera del territorio del puerto británico de Gibraltar. El capitán del Odyssey Explorer, Vorus Sterling, afirmó que había sido en aguas internacionales, pero se vio obligado a atracar en Algeciras. Una vez en puerto, Vorus fue finalmente detenido por desobediencia, después de negarse a facilitar la inspección de la nave con bandera del estado de la Commonwealth de las Bahamas. Al día siguiente fue puesto en libertad. El apresamiento del Odyssey Explorer fue cubierto por varios periodistas (británicos, alemanes, estadounidenses y uno español) que se encontraban a bordo del buque a la espera del abordaje.  Odyssey ya había desalojado en junio de 2007 el sofisticado robot submarino ROV Zeus.
El Reino Unido alegó que el incidente tuvo lugar en aguas internacionales y, por consiguiente, lo consideró ilegal. Sin embargo, España reiteró su reivindicación sobre las aguas afirmando nuevamente que no reconoce las aguas de Gibraltar, salvo en el puerto de Gibraltar, y que todas las aguas a 12 millas de sus costas se consideran aguas españolas.

## Litigio
Odyssey se enfrentaba en España con un posible "delito contra el patrimonio histórico español" y de "contrabando". El litigio se inició el 29 de mayo de 2007 en un tribunal federal de Tampa. James Goold era el abogado del Estado español en Estados Unidos.
Cronología (2007):
- El 18 de mayo: Odyssey Marine Exploration anunció haber encontrado el mayor tesoro submarino de la Historia.
- El 19 de mayo: Cultura abrió una investigación por el posible delito de expolio, ya que la compañía se negaba a facilitar la nacionalidad del buque, el lugar del hallazgo y la procedencia y características de las 17 toneladas de monedas.
- El 23 de mayo: Reino Unido aseguró que el barco encontrado no era el HMS Sussex, que la compañía estaba buscando.
- El 31 de mayo: España presentó una demanda ante el tribunal federal de Tampa contra la empresa Odyssey Marine Exploration en la que alegaba que el barco era propiedad del patrimonio español.
- El 5 de junio: Un juez de Cádiz dicta una orden de apresamiento contra los dos buques (Odyssey Explorer y Ocean Alert), que tenía la empresa atracados en el puerto de Gibraltar, para registrarlos.
- El 27 de junio: Cultura reconoció que el tesoro fue hallado en aguas internacionales pero mantuvo la hipótesis de que el pecio era de bandera española.
- El 12 de julio: La Guardia Civil apresó en aguas españolas el Ocean Alert para registrarlo.
- El 7 de agosto: Odyssey Marine Exploration presentó una moción contra España en un juzgado de Florida y solicitó una indemnización por obstrucción de sus operaciones y daños.
- El 16 de octubre: España incautó la otra embarcación, el Odyssey Explorer, que se vio obligado a atracar en Algeciras.

El denominado "cisne negro" resultó ser el pecio de La Mercedes, con un cargamento de 595.000 monedas compuestas por escudos y reales de a ocho españoles y otros objetos (17 toneladas de oro, las menos, y de plata, las más), acuñadas en Potosí, Lima, Popayán y Santiago de Chile a finales del siglo XVIII. La fragata Nuestra Señora de las Mercedes acompañada en ese momento por otras tres fragatas (La Clara, La Medea y La Fama) fue hundida por los ingleses en su viaje de Montevideo a Cádiz el 5 de octubre de 1804 en la Batalla del cabo de Santa María.

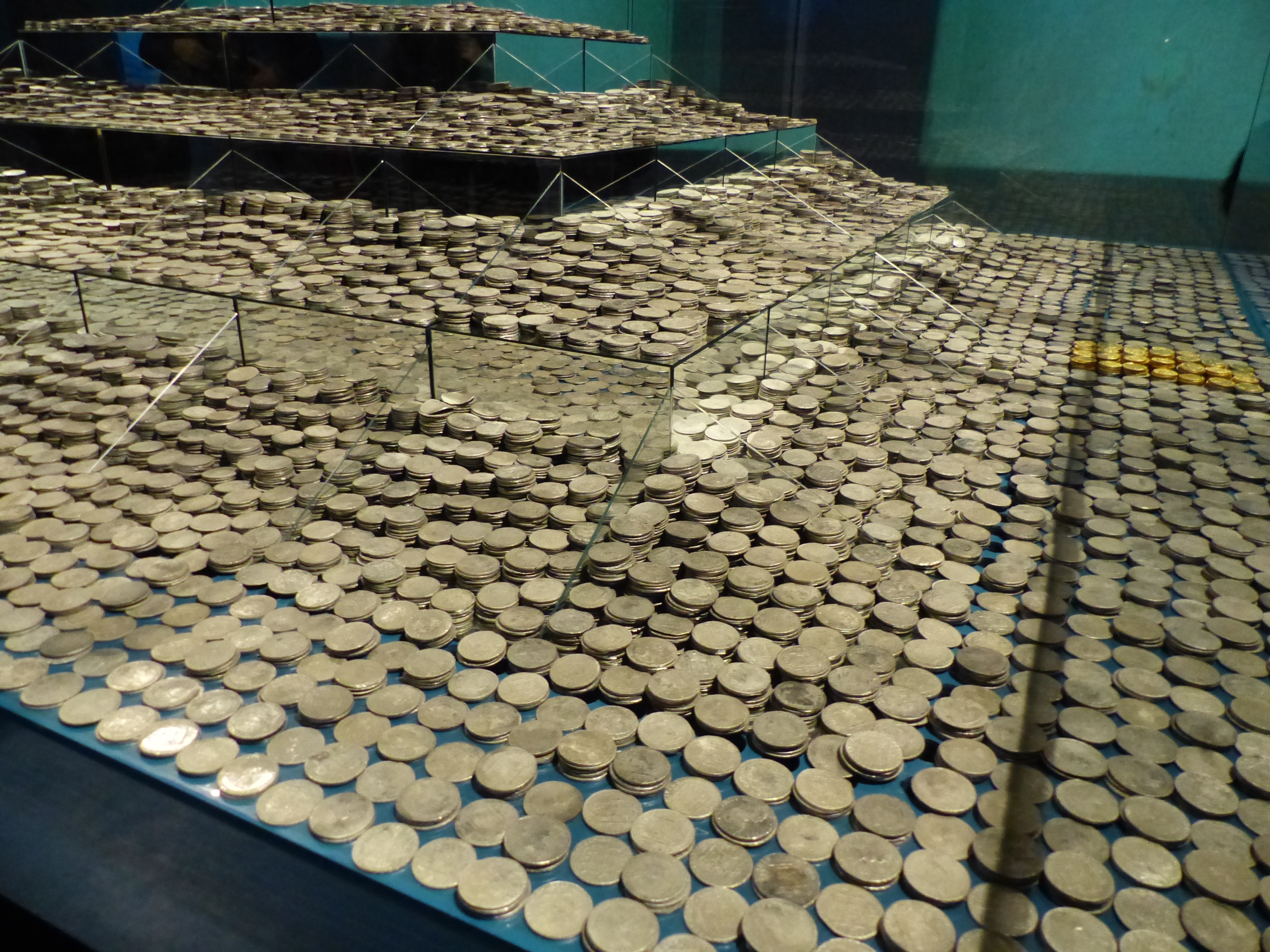
Imagen de monedas del tesoro de la Mercedes desplegadas en un museo español en 2015.

El 4 de mayo de 2009 el juez Mark Pizzo del Tribunal del Distrito de Tampa dictaminó que Odyssey debía devolver el tesoro a España. El 23 de diciembre de 2009 el juez Steven D. Merryday, del distrito federal de Tampa, dictaminó en el mismo sentido y el 21 de septiembre de 2011 el Tribunal de Apelación de Atlanta ratificó la decisión. En febrero de 2012 el juez Clarence Thomas, del Tribunal Supremo de los Estados Unidos, denegó la petición de Odyssey de suspender la entrega de las monedas. Finalmente, el jueves 23 de febrero de 2012 las monedas fueron trasladadas a la Base de las Fuerzas Aéreas de MacDill y desde allí dos aviones Hércules transportaron la carga -el viernes 24 de febrero de 2012- con destino a la Base Aérea de Torrejón de Ardoz (13:50 horas -hora peninsular- del sábado 25 de febrero de 2012). Los contenedores fueron depositados en la sede de la Secretaría de Estado de Cultura, en Madrid. Faltaba por esclarecer el destino de 59 objetos y 18 cañones (5 de bronce y 13 de hierro) supuestamente guardados en Gibraltar.
El juez de Tampa (Florida-Estados Unidos), Mark Pizzo, que instruyó la demanda interpuesta por el gobierno español contra la empresa cazatesoros Odyssey y que obligó a la empresa estadounidense a devolver a España el tesoro que transportaba la fragata Nuestra Señora de las Mercedes, ordenó el 20 de marzo de 2012 la entrega inmediata a España de los objetos que aún permanecían en Gibraltar, advirtiendo que, de no hacerlo la empresa podría incurrir en un delito de desacato civil. En junio de 2012 Odyssey hizo entrega a España de parte del tesoro que mantenía en Gibraltar, entre las dudas sobre los objetos que la empresa aún custodia en la colonia británica.
Además, en octubre de 2013, por orden judicial, Odyssey pagó un millón de dólares (717.000 Euros) al Estado español que corresponden aproximadamente a 1/3 de los 3,2 millones de dólares (2,3 millones de Euros) que en abril de 2012 la administración española reclamó ante los tribunales por los costes judiciales.